# Ернст Май
Ернст Май (27 липня 1886, Франкфурт-на-Майні, Німецька імперія — 11 вересня 1970, Гамбург, ФРН) — німецький архітектор і містобудівник єврейського походження.

## Біографія
У 1910-і навчався у Вищій технічній школі в Мюнхені в Т. Фішера. Працював в СРСР (1930—1933) і Східній Африці (1934 — початок 1950-х). Бувши головним архітектором Франкфурта-на-Майні (1925—1930), одним з перших в Західній Європі втілив на практиці принципи раціоналізму в масштабах масового будівництва (селища поблизу міста — Брухфельдштрасе, Праунхейм і ін.). Також працював разом з Маргарете Шютте-Ліхоцкі, яка створила для його проєкту соціального житла Römerstadt так звану «Франкфуртську кухню».
У травні 1930 разом з групою однодумців (всього 17 осіб), вирушив до СРСР, де брав участь в розробці архітектурних проєктів близько 20 радянських міст.
В основі містобудування — чітка децентралізація міста, тобто створення системи міст-супутників навколо історичного центру (нездійснений проєкт реконструкції Москви, 1931—1933), типізація й індустріалізація житлового будівництва (нездійснений генеральний план 1930—1933). Водночас брав участь в розробці архітектурного плану Магнітогорська.
Оскільки як єврей він не міг повернутися з СРСР до Німеччини, з 1933 по 1953 жив і працював у Африці.
В кінці 1940-х — 1950-ті перейшов від жорсткої схематичності проєктів 1920-1930-х, їх принципу «рядкової забудови» до вільніших просторових композицій (селища Нова Альтона і Грюнхоф близько Гамбургу, 1954—1955).

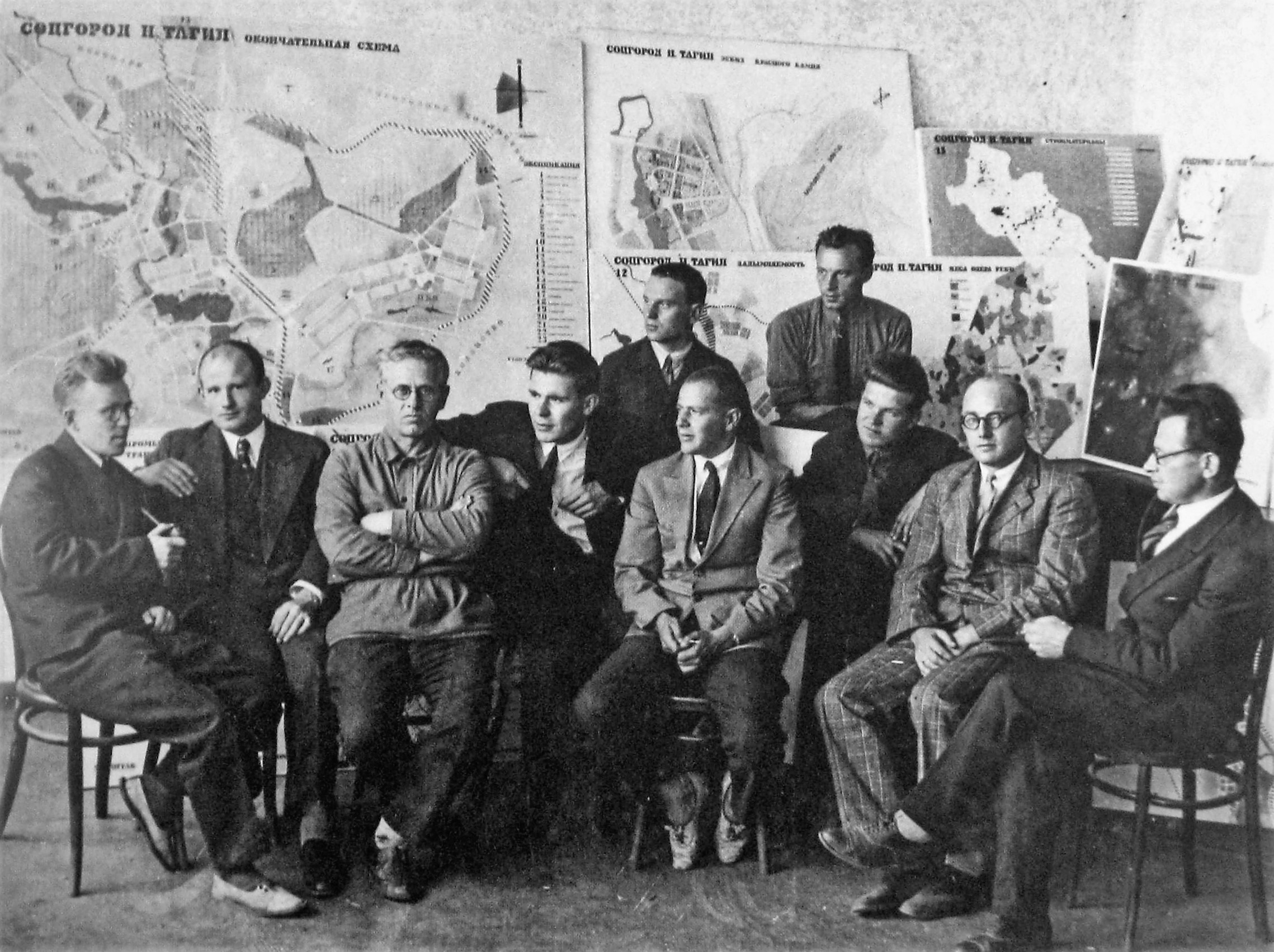
Робоча група Ернста Мая, організована для роботи в Нижньому Тагілі, СРСР (1931), Ернст Май — п'ятий зліва
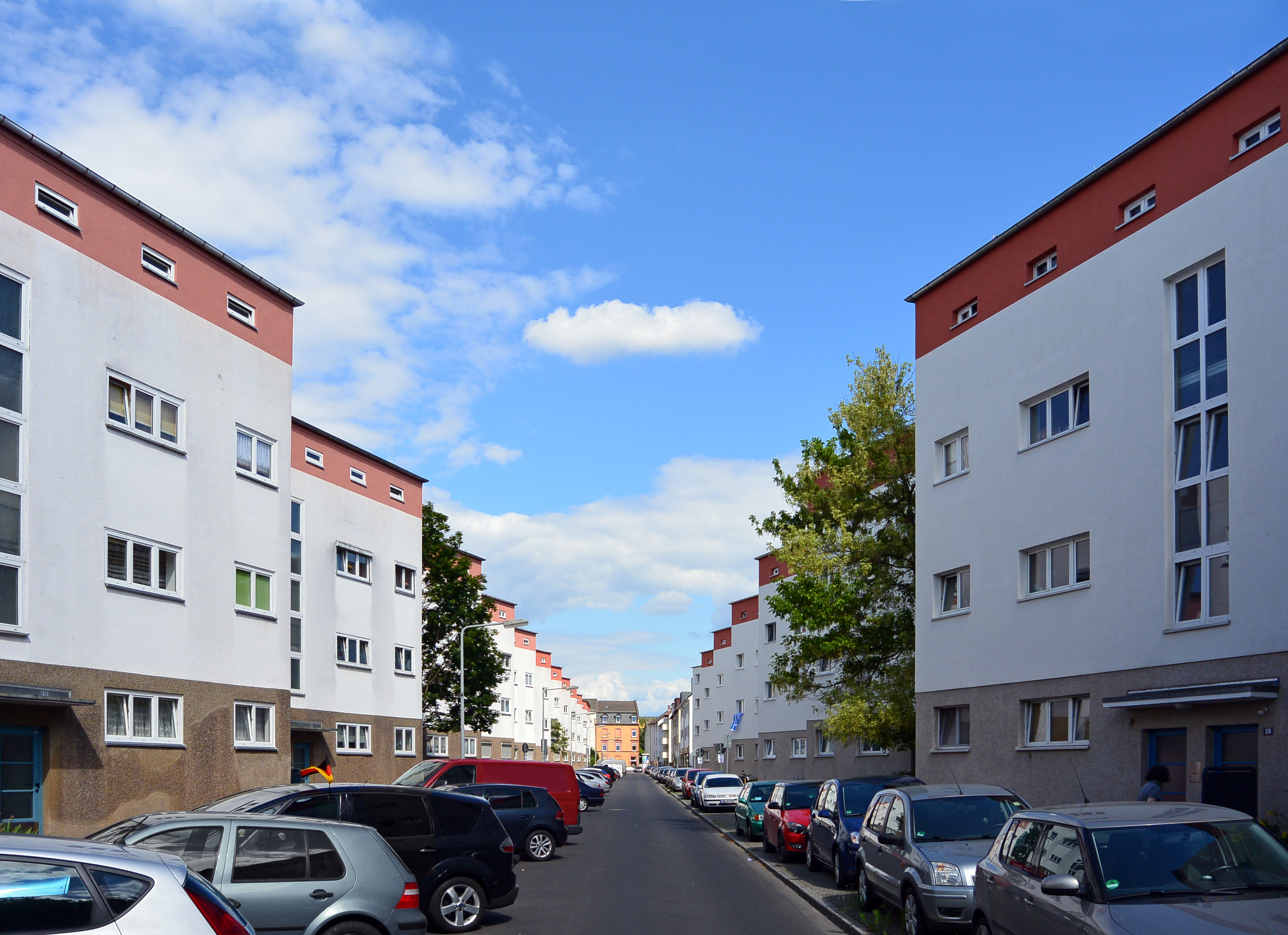
«Зигзагові» будинки в Франкфурті
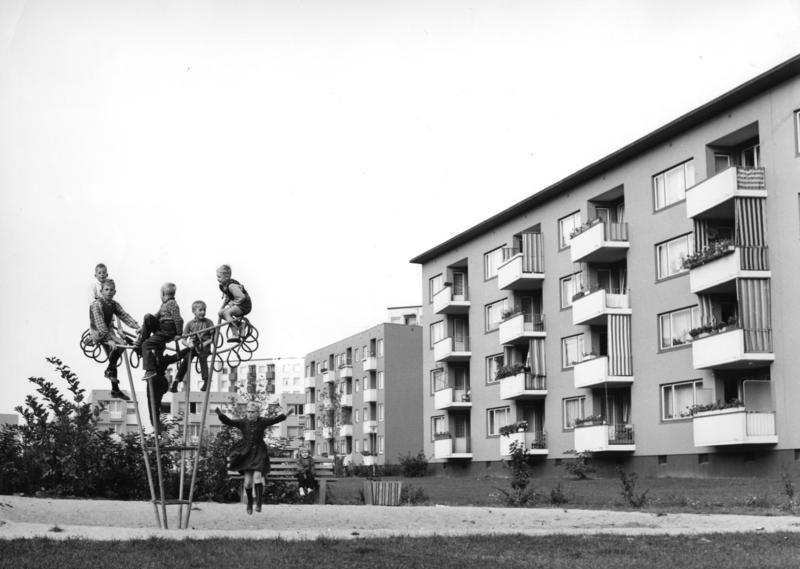
Житлове будівництво післявоєнного часу. Спроєктований Ернстом Маєм район-новобудова Новий Фар Neue Vahr у Бремені. Знімок жовтня 1960
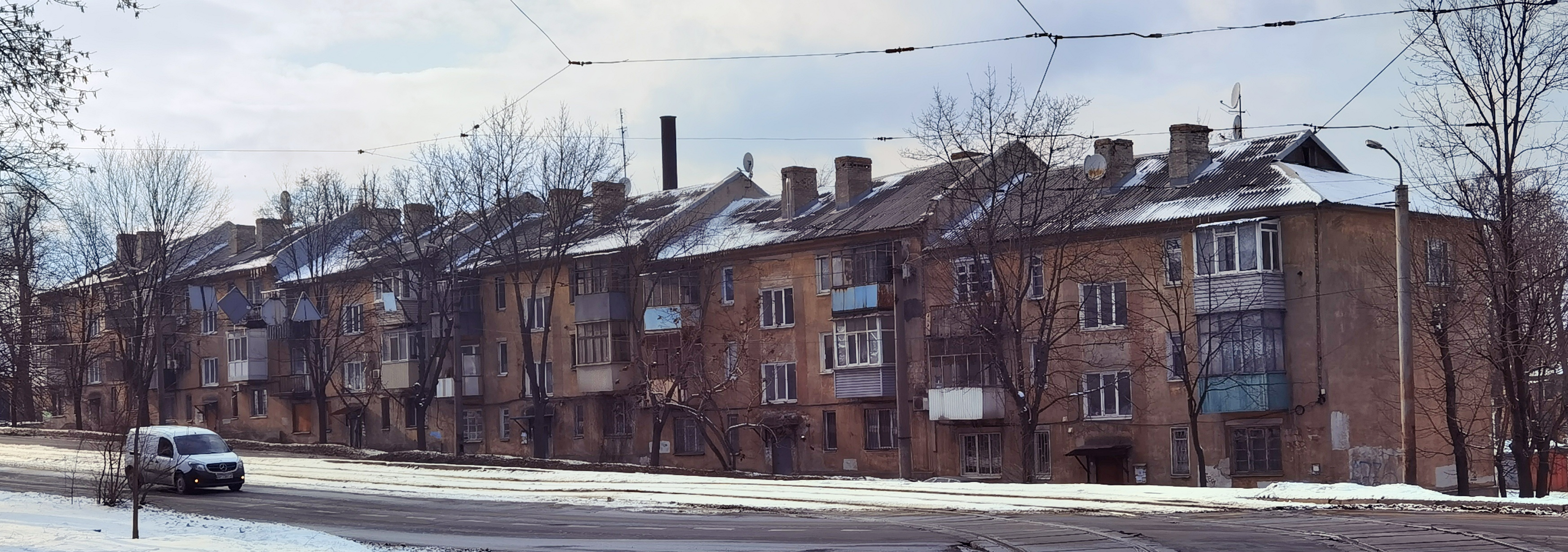
Дім спроєктований Ернстом Маєм в Дніпрі.